# Psyche pinicola
Psyche pinicola är en fjärilsart som beskrevs av Edward Meyrick 1937. Psyche pinicola ingår i släktet Psyche och familjen säckspinnare. Inga underarter finns listade.